# Clubionina pallida
Clubionina pallida is een spinnensoort in de taxonomische indeling van de struikzakspinnen (Clubionidae).
Het dier behoort tot het geslacht Clubionina. De wetenschappelijke naam van de soort werd voor het eerst geldig gepubliceerd in 1947 door Lucien Berland.